# Джеренцаго
Джеренца̀го (на италиански: Gerenzago, на местен диалект: Giransà, Джиранса) е село и община в Северна Италия, провинция Павия, регион Ломбардия. Разположено е на 74 m надморска височина. Населението на общината е 1379 души (към 2010 г.).